# Meridian (Star Trek: Deep Space Nine)
Meridian (Originaltitel: Meridian) ist die achte Folge der dritten Staffel der US-amerikanischen Science-Fiction-Fernsehserie Star Trek: Deep Space Nine. Sie wurde in den Vereinigten Staaten über Syndication vermarktet und erstmals am 14. November 1994 auf verschiedenen Fernsehsendern ausgestrahlt. In Deutschland war sie zum ersten Mal am 23. Februar 1996 in einer synchronisierten Fassung auf Sat.1 zu sehen.

## Handlung
Im Jahr 2371 bei Sternzeit 48423.2 unternehmen Benjamin Sisko, der Kommandant der Raumstation Deep Space Nine, und einige seiner Führungsoffiziere mit der USS Defiant eine Reise in den Gamma-Quadranten. Als gravimetrische Verzerrungen im Trialus-System registriert werden, ordnet Sisko eine genauere Untersuchung an. Wissenschaftsoffizierin Jadzia Dax stellt fest, dass diese nicht vom Stern des Systems ausgehen, sondern von einer anderen Stelle. Kurz darauf erscheint dort ein Planet scheinbar aus dem Nichts. Er erweist sich als lebensfreundlich und auf seiner Oberfläche wird eine kleine Siedlung entdeckt. Seltin Rakal, die Anführerin der Siedler, nimmt Kontakt zur Defiant auf und erklärt, dass ihr Planet, der Meridian heißt, die meiste Zeit seiner Existenz in einer anderen Dimension verbringt und nur alle 60 Jahre für kurze Zeit in den normalen Raum überwechselt. Nur während dieser Phasen existieren die Siedler in einer körperlichen Form. Sie feiern dies mit je einem Festmahl kurz nach dem Erscheinen und kurz vor dem Verschwinden des Planeten. Rakal lädt Sisko, Dax, Chefingenieur Miles O’Brien und Stationsarzt Julian Bashir zu den Festlichkeiten ein. Von einem Mann namens Deral erfahren sie, dass die Siedler die Nachfahren von Mitgliedern einer Expedition sind, die vor einem Jahrtausend auf dem Planeten gestrandet war. Ihre Gemeinschaft wird stetig kleiner, da Fortpflanzung nur möglich ist, während der Planet sich im Normalraum befindet. Diese Phasen werden jedoch immer kürzer und die aktuelle wird nur zwölf Tage dauern. Irgendwann wird Meridian für immer in der anderen Dimension verschwinden.
Auf Deep Space Nine ist unterdessen der Geschäftsmann Tiron zu Besuch. Er entwickelt ein besonderes Interesse an der ersten Offizierin Kira Nerys. Die geht aber auf seine Avancen nicht ein und gibt Tiron gegenüber Sicherheitschef Odo als ihren Freund aus. Tiron sucht Trost in den erotischen Holosuite-Programmen des Barbesitzers Quark, doch er findet dadurch keine Befriedigung. Er verlangt von Quark ein individuelles Programm mit einem realistischen Abbild von Kira, das ihm zu Diensten sein soll. Da Tiron einen großzügigen Preis anbietet, erklärt sich Quark dazu bereit. Nun braucht er einen Körperscan von Kira, was sich als ein unerwartet schwieriges Unterfangen erweist. Er behauptet, sie wäre seine millionste Kundin, und überhäuft sie mit Preisen, darunter einem kostenlosen Besuch in der Holosuite, doch ausgerechnet diesen lehnt Kira ab, da sie Holosuiten nicht mag.
Da vermutet wird, dass der Stern des Trialus-Systems für die Dimensionssprünge von Meridian verantwortlich ist, bietet die Besatzung der Defiant an, ihn genauer zu erforschen, und eine Sonde wird gestartet. Währenddessen verbringen Deral und Dax auf der Planetenoberfläche einige Zeit zusammen und verlieben sich ineinander. Dank der Messdaten der Sonde kann Dax eine Methode entwickeln, um die Aufenthalte von Meridian im Normalraum deutlich zu verlängern. Der nächste Aufenthalt sollte über 30 Jahre dauern, doch leider besteht keine Möglichkeit, den aktuellen Aufenthalt im Normalraum zu verlängern. Das findet Deral sehr bedauerlich, der eine Beziehung mit Dax eingehen möchte. Er schlägt zunächst vor, mit ihr nach Deep Space Nine zu kommen, Dax entscheidet sich aber schließlich, bei ihm auf Meridian zu bleiben und den Transporter der Defiant so zu modifizieren, dass ihr Körper für die Erfordernisse des Dimensionssprungs angepasst wird.
Quark setzt seine Bemühungen fort. Er filmt Kira heimlich mit einer Holo-Kamera, doch sie ertappt ihn dabei und entreißt ihm das Gerät. Schließlich gelingt es ihm, illegal auf Kiras Personaldatei zuzugreifen. Er glaubt, damit endlich in der Lage zu sein, ein Abbild von ihr zu erschaffen. Sein Zugriff wird jedoch von Odo registriert, der Kira umgehend darüber informiert. Ihr kommt eine Idee, wie sie sich an Quark rächen kann. Als dieser sein Programm vollendet hat, ist Tiron ganz begierig darauf, es auszuprobieren. In der Holosuite erwartet ihn ein teils von Vorhängen verhülltes Bett, auf dem sich eine nur leicht bekleidete Kira räkelt. Als sich Tiron ihr nähert, stellt er mit Entsetzen fest, dass ihr Kopf gegen den von Quark ausgetauscht wurde. Wutentbrannt verlässt er die Holosuite, verweigert Quark die Bezahlung und droht damit, ihn zu ruinieren.
Dax verabschiedet sich auf der Defiant von ihren Freunden und beamt auf die Oberfläche von Meridian. Kurz darauf beginnt der Dimensionswechsel, doch die Dinge laufen nicht wie geplant. Während die Siedler in die andere Dimension hinübergleiten, klappt dies bei Dax nicht. Ihre Anwesenheit droht sogar, Meridian zu zerreißen. O’Brien sieht daher keine andere Möglichkeit, als Dax zurück auf die Defiant zu beamen. Meridian kann nun vollständig in die andere Dimension wechseln. Dax ist zutiefst bestürzt, dass sie Deral verloren hat, und zieht sich in ihr Quartier zurück. Sie meint, sie brauche etwas Zeit, um dies zu überwinden, so ungefähr 60 Jahre.

## Verbindungen zu anderen Star-Trek-Produktionen
Ein Planet, der den größten Teil seiner Existenz in einer anderen Dimension verbringt, kommt auch in Folge 3.10 (Die Sterne in der Nacht) der animierten Serie Star Trek: Lower Decks aus dem Jahr 2022 vor. In Folge 3.06 (Diplomatie mal anders) von Star Trek: Lower Decks wird zudem das Holosuite-Programm mit Quarks Kopf auf Kiras Körper erneut erwähnt.

## Produktion

### Drehbuch
Der Arbeitstitel der Folge lautete Prophet in the Wind.
Die Folge basiert auf dem Musical Brigadoon aus dem Jahr 1947, das von einem schottischen Dorf handelt, das nur alle 100 Jahre erscheint. Produzent Ira Steven Behr war ein großer Fan dieses Musicals und wollte eine Star-Trek-Version davon umsetzen.

### Darsteller
Die Hauptfigur Jake Sisko (Cirroc Lofton) hat in dieser Folge keinen Auftritt.
Jeffrey Combs hat hier als Tiron seinen ersten Auftritt im Star-Trek-Franchise. Im weiteren Verlauf der Serie Star Trek: Deep Space Nine spielte er die beiden wiederkehrenden Nebenfiguren Brunt und Weyoun. In Star Trek: Raumschiff Voyager spielte er Penk in Folge 6.15 (Tsunkatse). In Star Trek: Enterprise spielte er die wiederkehrende Nebenfigur Thy’lek Shran und Krem in Folge 1.19 (Raumpiraten). In der animierten Serie Star Trek: Lower Decks sprach er in drei Folgen den Computer AGIMUS.

### Drehorte und Kulissen
Für die Ansicht der Siedlung auf Meridian wurde eine leicht modifizierte Kombination aus einem Matte Painting und einem Modell wiederverwendet, die erstmals in der Doppelfolge 6.16/17 (Der Moment der Erkenntnis) von Raumschiff Enterprise – Das nächste Jahrhundert zu sehen war.
Als Drehort für den Garten auf Meridian diente der Botanische Garten der Huntington Library in San Marino (Kalifornien).
Für das Versammlungsgebäude wurde die Kulisse von Masakas Tempel aus Folge 7.17 (Der Komet) von Raumschiff Enterprise – Das nächste Jahrhundert wiederverwendet.
Der Transporterraum der Defiant ist hier erstmals zu sehen.

## Rezeption
Mit 5,7 von 10 möglichen Punkten (Stand 2019) ist Meridian die in der Internet Movie Database am drittschlechtesten bewertete Folge von Star Trek: Deep Space Nine.
Keith DeCandido bewertete Meridian 2013 auf tor.com als eine äußerst schlechte Folge von Star Trek: Deep Space Nine. Er fühlte sich an eine der schlechteren Folgen von Raumschiff Enterprise – Das nächste Jahrhundert erinnert und kritisierte, dass hier eine Reise in den Gamma-Quadranten unternommen wird, ohne die Gefahr durch das Dominion zu thematisieren. Die Folge hätte genauso gut in der Nähe von Bajor spielen können. Die Liebesgeschichte zwischen Dax und Deral fand DeCandido nicht überzeugend, da zwischen Brett Cullen und Terry Farrell keinerlei Chemie bestehe. Die Nebenhandlung fand er nur geringfügig besser. Tiron fand er schwach gespielt und der Streich, den Odo und Kira Quark am Ende spielen, passt für DeCandido eher in eine Sitcom.